# Хаас, Долли
Долли Хаас (нем. Dolly Haas, 29 апреля 1910 — 16 сентября 1994), урождённая Дороти Клара Луиза Хаас — кино- и театральная актриса. Начала карьеру в Германии, в 1936 году эмигрировала и продолжила работать в Великобритании и США.

## Биография
Долли родилась 29 апреля 1910 года в семье гамбургских евреев Чарльза Освальда и Маргарет Хаас. Её отец, эмигрант из Великобритании, занимался книгоиздательским бизнесом, мать была родом из Вены. C 1917 по 1927 год Долли посещала школу Якова Левенберга, с шести лет брала уроки балета в Гамбургском городском театре. Играя в школьных спектаклях, Долли в возрасте десяти лет представила на одном из концертов своё первое сольное выступление, а через четыре года получила роль в спектакле «Франциска» по пьесе немецкого писателя Франка Ведекинда.

### Карьера
После окончания школы Долли отправилась в Берлин, где получила второстепенную, но крупную роль в постановке «Микадо». В тот же период она выступала на сцене театра «Метрополь» и в кабаре. В 1929 году она появилась на сцене мюнхенского театра в роли принцессы Биби в инсценировке «Мечта о вальсе» по мотивам оперетты Оскара Штрауса, а вернувшись в Берлин, вместе с Вернером Финком и Гансом Деппе приняла участие в кабаре «Катакомбы».
В 1930 году Долли дебютировала на киноэкране в мелодраме Уильяма Дитерли «Один час счастья», тогда же по приглашению театрального режиссёра Макса Рейнхардта выступила с танцем в ревю «Я стану богатым и счастливым» и произвела большое впечатление на Анатоля Литвака, в то время только начинавшего свою карьеру кинорежиссёра.
Результатом их встречи стала музыкальная звуковая картина «Долли делает карьеру», отснятая на киностудии UFA, где актриса с присущим ей юношеским задором исполнила роль хористки Долли Кларен, которая, преодолевая множество препон, пытается пробиться на вершину успеха. Этот фильм — дебют Литвака в качестве режиссёра — принес Долли признание публики и амплуа девушки-сорванца, и в 1931 году она пополнила свою фильмографию картинами «Бал» Вильгельма Тиле, «Порядочный грешник» и «Любовная команда».
1932 год принес Долли ещё четыре фильма, а в 1933 году разразился скандал — так как Германия была заражена нацистскими настроениями, зрители освистали фильм «Уродливая девчонка», в котором Долли, еврейка по национальности, снялась вместе с актёром-евреем Максом Хансеном.

### Эмиграция
В 1934 году Долли пригласили в Великобританию, предложив главную роль в комедии «Девушки станут парнями». Вернувшись обратно, она снялась в фильме «Зачем солгала барышня Кэти?», и эта картина стала последней работой актрисы в Германии — националистические настроения в Германии все усиливались, и оставаться в стране было небезопасно. В 1936 году Долли эмигрировала в Великобританию. На новом месте она приняла участие в фильме «Сломанные цветы», завязала на съемках роман с режиссёром Джоном Брамом и в том же году вышла за него замуж и уехала в Америку, так как киностудия Columbia Pictures предложила ей трехгодовой контракт.
Несмотря на выгодные условия контракта, Долли из-за узкого амплуа два года не предлагали роли. В конце концов, она уехала в Нью-Йорк и вернулась в театр. Актрису можно было увидеть в спектакле «Меловой круг» по мотивам одноимённой древнекитайской драмы, которую перевел и обработал писатель Клабунд, и в постановке «Война и мир» по роману Л. Н. Толстого. Тогда же, объединившись с другими немецкими актёрами-эмигрантами, она выступила против процветающего в Европе фашизма.
Оставив Брама, Долли в 1943 году вышла замуж за Эла Гиршфельда, знаменитого карикатуриста газеты New York Times, и в 1945 году родила от него дочь Нину. В те годы актрисе удалось сделать неплохую карьеру на Бродвее. Кроме того, в составе театральной труппы она совершила турне по Америке, играя в спектаклях «Трёхгрошовая опера», «Песня лютни», «Преступление и наказание» по роману Ф. М. Достоевского, где вместе с Долли были задействованы Лиллиан Гиш и Джон Гилгуд.

### Последние годы
В 1953 году актриса приняла участие в картине Хичкока «Я исповедуюсь», и роль Альмы Келлер стала её последним появлением на киноэкране. Через двадцать лет, в 1975 году актриса была удостоена награды за вклад в развитие немецкого кино, а в 1983 году на Берлинском кинофестивале прошли ретроспективные показы её фильмов. Долли Хаас скончалась 16 сентября 1994 года от рака яичников в возрасте восьмидесяти четырёх лет.

## Фильмография
| Год  | На русском                          | На языке оригинала             | Роль                  |
| 1953 | Я исповедуюсь                       | I Confess                      | Альма Келлер          |
| 1939 | Мы не одиноки                       | We Are Not Alone               | Лени                  |
| 1936 | Шпион Наполеона                     | Spy of Napoleon                | Элоиза                |
| 1936 | Сломанные цветы                     | Broken Blossoms                | Люси Берроуз          |
| 1935 | Зачем солгала барышня Кэти?         | Warum lügt Fräulein Käthe?     | —                     |
| 1934 | Девушки станут парнями              | Girls Will Be Boys             | Пэт Каверли           |
| 1934 |                                     | Es tut sich was um Mitternacht | Сюзанна Вегенер       |
| 1933 | Посыльная из отеля Далмасс          | Der Page vom Dalmasse-Hotel    | Фридель Бонеманн      |
| 1933 | Девушка маленькая — счастье большое | Kleines Mädel — großes Glück   | Анни Ширке            |
| 1933 | Уродливая девчонка                  | Das Häßliche Mädchen           | Лотти                 |
| 1933 | Маленькая мошенница                 | Die Kleine Schwindlerin        | Аннетт                |
| 1933 | Великая ночь в городе               | Großstadtnacht                 | Мадлен                |
| 1932 | Скамполо, дитя улицы                | Scampolo, ein Kind der Straße  | Скамполо              |
| 1932 | Скоро всё наладится                 | Es wird schon wieder besser    | Эдит                  |
| 1932 | Богач                               | Ein Steinreicher Mann          | Долли                 |
| 1932 | Такую девушку не забыть             | So ein Mädel vergißt man nicht | Лиза Брендс           |
| 1931 | Любовная команда                    | Liebeskommando                 | Антония               |
| 1931 | Порядочный грешник                  | Der Brave Sünder               | Гедвига Пихлер-Тохтер |
| 1931 | Бал                                 | Der Ball                       | Антуанетта Кампф      |
| 1931 | Долли делает карьеру                | Dolly macht Karriere           | Долли Кларен          |
| 1930 | Один час счастья                    | Eine Stunde Glück              | Марионетка            |